# 馬と少年
『馬と少年』（うまとしょうねん、原題：The Horse and His Boy ）は、C・S・ルイスによる児童文学『ナルニア国ものがたり』7部作のうち、第5番目に執筆・出版された作品で、1954年に出版。ナルニア年代記での時系列順にみて、『ライオンと魔女』に続き3番目にあたる。

## 概要
原題“The Horse and His Boy”を直訳すれば「（その）馬と彼の少年」である。これは、普通なら「（その）少年と彼の馬」、つまり少年が馬の主人、持ち主となる。ところが、馬の方が主になっている。物語はまさに馬が主となり、少年をリードする形で展開する。
物語の時代は『ライオンと魔女』の暫く後、ペベンシー家の4人兄弟がナルニアの王座についている頃である。
この世とは別世界の国ナルニアとその友好国アーケン国は魔法が働き、けものたちがしゃべり、神話的生き物や妖精の住む世界であったが、その南方にあるカロールメン国はナルニアとはまた異なる世界であった。ナルニアが聖書と西欧諸国の神話伝承を背景にした国であったのに対して、カロールメンはアラビアン・ナイトの世界のイメージである。住人の肌色は浅黒く、男達はターバンをまき、女達はヴェールを身にまとう。ナルニアの「神」的存在はキリストのメタファーであるライオンのアスランであるが、カロールメンの神は「タシ」、その首都は「タシバーン」である。

## 登場人物
- シャスタ：漁師に育てられた色白の拾われっ子。実はアーケン国の王子コル。嬰児の頃誘拐され漁師に育てられていたが、貴族の奴隷として売られそうなところを逃げ出し、ブレーとともに北方のナルニアへ向かう。控えめな性格。素直かつ聡明だが、不遇な生い立ちのせいか猜疑心が強く、悲観的。
- アラビス・タルキーナ：カロールメン、カラバール地方の領主キドラシ・タルカーンの娘（タルカーンは貴族の称号、タルキーナは女性形）。政略結婚を嫌い家出してきたところ、シャスタたちに出会う。気性が激しく、気難しいが情に厚い。
- “ブレー”ブレーヒー・ヒニイ・ブリニー・フーヒー・ハーハ：ナルニア出身のものを言う牡馬。ちょっと自惚れ屋。シャスタとともに旅をする。
- フイン：ナルニア出身のものを言う牝馬。心優しく引っ込み思案。アラビスとともに旅をする。
- ティスロック：カロールメンの王。
- ラバダシ：カロールメンの王子。ティスロックの息子。ナルニアのスーザン女王に求婚するも振られ、独断でナルニア侵攻とスーザン誘拐を決意する。
- アホーシタ・タルカーン：ティスロック王の重臣。アラビスの許婚。
- ラサラリーン：大貴族の娘であり、アラビスの幼馴染。派手な印象の美少女。わがままでのんびり屋。
- ペベンシー兄弟
  - ピーター：長男、ナルニアの王『英雄王』。
  - スーザン：長女、ナルニアの女王『優しの君』。
  - エドマンド：次男、ナルニアの王『正義王』。
  - ルーシー：次女、ナルニアの女王『頼もしの君』。
- アスラン：ライオン、「大帝の息子」でナルニアの創造主、「王の王」。共に歩む者、救い主としての存在はキリストのメタファ。

## あらすじ
カロールメンの漁師に拾われて育てられたシャスタ少年は、育ての親が自分を貴族に売り渡そうとしているのを知るが、貴族の乗馬ブレーは少年に一緒に逃げようと誘う。ブレーは、実はナルニアのものを言う馬で子馬時代にナルニアからさらわれて来ていたのだった。馬と少年はその場から逃げ出し、ナルニアを目指す。最初は馬に乗ったことも無かったシャスタだったが、ブレーの指導によりすぐに上手に乗れるようになる。
ブレーとシャスタは途中で、ものを言う馬フインに乗った少女アラビスと道連れになる。アラビスは意に染まない貴族アホーシタ・タルカーンと結婚させられるのを嫌って死のうとしたが、同じくナルニア出身の乗馬フインに説き伏せられてナルニアを目指していたのだった。カロールメンの都タシバーンを通り抜ける際、カロールメンの王子ラバダシがスーザン女王に求婚して振られた報復にナルニアに攻め入るつもりである事を知り、2頭と2人はナルニアに危機が迫っていることを伝えようと砂漠の道を北へ急ぐ。その2人と2頭の背後にライオンの影が迫る。

## 日本語版
- 馬と少年 ナルニア国ものがたり 5（瀬田貞二 訳、ポーリン・ベインズ（イラスト）、岩波書店）
- ナルニア国物語3 馬と少年（土屋京子 訳、YOUCHAN（挿画）、安達まみ（聖心女子大学教授）解説、光文社古典新訳文庫、2017年）ISBN 978-4334753498
- ナルニア国物語5 馬とその少年（河合祥一郎 訳、ソノムラ（挿画）、角川文庫、2022年）ISBN 978-4041108574
- ナルニア国物語5 馬と少年（小澤身和子 訳、まめふく カバー装画、新潮社装幀室 デザイン、新潮社、2025年）ISBN 978-4-10-240665-6[1]